# Список предприятий Первого главного управления
Предприятия Первого главного управления, Предприятия ПГУ — специфические (специальные) предприятия в системе Первого главного управления НКВД СССР, созданные или модифицированные для реализации советской атомной программы в 1945 — 1953 годах.
Данные предприятия обеспечили промышленное производство в СССР материалов, массово не использовавшихся в промышленности до этого момента.
| Предприятие                                        | Цель                                                             | Дата                 | Документ | Состояние                                                    | Ответственный  | Научный руководитель |
| -------------------------------------------------- | ---------------------------------------------------------------- | -------------------- | --- | ------------------------------------------------------------ | -------------- | -------------------- |
| ГСПИ-11                                            | Головной институт строительства предприятий                      | 4 сентября 1945 года | Постановление ГКО от 4 сентября 1945 года № 9968 сс/оп | Построено                                                    | Б. Л. Ванников |                      |
| НИИ-9                                              | Институт специальных металлов НКВД                               |                      | |                                                              |                |                      |
| СКБ завода «Электросила»                           | Разработка технологии обогащения урана электромагнитным способом | 27 декабря 1945 года | Постановление СНК СССР от 27 декабря 1945 года № 3176-964сс «Об организации Особого конструкторского бюро по проектированию электромагнитных преобразователей при заводе „Электросила“ Наркомэлектропрома» | Создано на базе существующего завода                         | Б. Л. Ванников |                      |
| завод № 817 (ПО «Маяк»)                            | Полный цикл создания атомной бомбы                               | 1 декабря 1945 года  | Постановление СНК СССР № 3007-892 сс от 1 декабря 1945 года | Новое строительство                                          | Б. Л. Ванников | И. В. Курчатов       |
| завод № 813 (Уральский электрохимический комбинат) | Производство обогащённого урана                                  | 1 декабря 1945 года  | Постановление СНК СССР № 3008-893 сс от 1 декабря 1945 года "О заводе № 261 НКАП" | На стройплощалке завода 261                                  | В. А. Малышев  | И. К. Кикоин         |
| завод № 12 (Машиностроительный завод, Подольск)    | Производство топлива для первых ядерных реакторов                | 30 августа 1945 года | Постановление ГКО № 9946сс/оп от 30 августа 1945 г. «О передаче Первому Главному управлению при Совнаркоме СССР завода № 12 Наркомбоеприпасов»                                                             | Преобразовано существующее предприятие                       |                |                      |
| рудоуправление № 12                                | Добыча урановой руды                                             | 1945 год             | Указано в воспоминаниях А. П. Завенягина без ссылки на документ | Возобновлена работа остановленного в 1936 году месторождения |                |                      |